# Lichnowsky

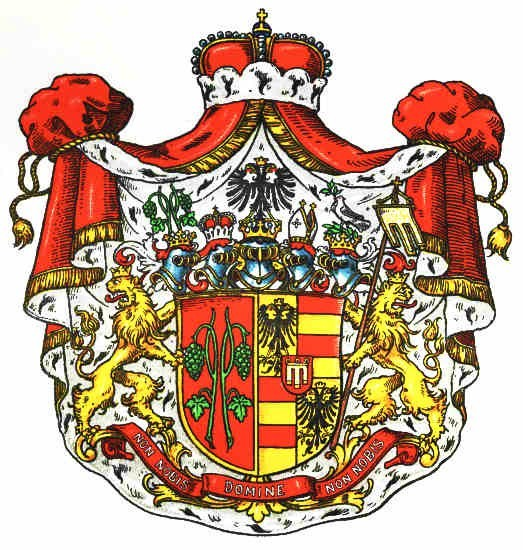
Wappen Fürst Lichnowsky, Graf von Werdenberg, Edler Herr von Woschtitz

Lichnowsky ist der Name eines schlesisch-mährischen Adelsgeschlechts, das seit dem 15. Jahrhundert nachgewiesen ist.

## Geschichte und Herkunft
Die Familie nannte sich ursprünglich Woszczyki oder von Woszczyce und stammte aus dem Fürstentum Pleß in Oberschlesien (vermutlich nach der Ortschaft Woszczyce bei Orzesche). Estepan de Woszyczyki wurde auf einer Urkunde vom 17. März 1377, in der der Troppauer Herzog Johann I. den Kauf einer Scholtisei in Lendzin bestätigte, erwähnt. Hanuš (Johann) von Woszczyki, 1498–1507 Oberlandrichter des Herzogtums Jägerndorf, erhielt über seine Ehefrau Sophie von Drahotuš, Witwe des Nikolaus von Ganzar, genannt Lichnowsky, dann das Dorf Lichten und nannte sich fortan selbst Lichnowsky [Lignitz]. Seine erste urkundliche Erwähnung mit diesem Namen stammt vom 26. Oktober 1494.
Franz Bernhard von Lichnowsky wurde 1702 mit dem Adelsprädikat Edler Herr von Woschtitz in den böhmischen Freiherrenstand erhoben. Sein gleichnamiger Sohn wurde 1721 in den böhmischen und 1727 in den Reichsgrafenstand erhoben. Der Geheime Rat Friedrich Carl Johann Graf Lichnowsky erhielt vom preußischen König Friedrich II. 1773 den nach dem Erstgeburtsrechte vererbten Fürstenstand mit dem Prinzentitel für den ältesten Sohn. 1775 wurde Schloss Kreuzenort erworben. Durch ein österreichisches Anerkennungsdiplom aus dem Jahre 1846 erlangten die Lichnowsky die Namens- und Wappenvereinigung mit den mährischen Grafen von Werdenberg zu Namiest. Diese waren Nachkommen des Johann Baptist Verda von Verdenberg und nannten sich seither „Fürst Lichnowsky, Graf von Werdenberg, Edler Herr von Woschtitz“. Der Fürst durfte nach einer preußischen Verleihung von 1861 das Prädikat Durchlaucht führen.

## Wappen
Das Stammwappen zeigt auf rotem Schild zwei einzelne grüne Weinreben mit nach außen gewendeten violetten Früchten. Als Helmzier dienen die beiden Weinreben auf einem bekrönten Stechhelm mit rot-silberner Helmdecke. 
Das fürstliche Wappen Lichnowsky ist gespalten vom Stammwappen Lichnowsky (in Rot zwei einzelne grüne Weinreben mit nach außen gewendeten violetten Früchten) und dem Wappen der Grafen von Werdenberg zu Namiest (geviert mit aufgelegtem roten Herzschild, darin eine dreilatzige silberne Kirchenfahne; Feld 1 und 4 zeigt in Gold einen goldenbewehrten schwarzen Doppeladler, mittig golden gekrönt, Feld 2 und 3 sind dreimal von Rot und Gold geteilt). Auf dem Hauptschild ruhen fünf Helme, der mittlere mit schwarz-goldenen, die übrigen mit rot-silbernen Decken; der erste Helm trägt die Stammwappenhelmzier, der zweite wegen der Fürstenwürde eine Fürstenkrone, der mittlere den Doppeladler wie im Schild, der vierte eine Mitra (Grafen von Werdenberg), der fünfte auf einem Lorbeerkranz eine silberne Taube mit Ölzweig im Schnabel (Friedenstaube); Schildhalter sind zwei rückschauende, golden gekrönte goldene Löwen, davon der hintere eine silberne Kirchenfahne an hölzerner Stange hält; die Löwen stehen auf goldenem Rankenwerk, verflochten mit rotem Spruchband, darauf in silbernen Lettern der Wahlspruch NON NOBIS DOMINE NON NOBIS (Gekürzter Wahlspruch des Templerordens; Psalm 115,1: Non nobis Domine, non nobis, sed nomini tuo da gloriam! – Nicht uns, o Herr, nicht uns, sondern Deinem Namen gib Ehre!); das Ganze steht unter einer Fürstenkrone und hermelingefüttertem purpurnem Wappenmantel.

## Namensträger
- Karl Alois Fürst Lichnowsky (1761–1814), Mäzen Mozarts und Beethovens
- Eduard von Lichnowsky (1789–1845), österreichischer Historiker, Verfasser einer Geschichte des Hauses Habsburg
- Felix Fürst Lichnowsky (1814–1848), deutscher Politiker
- Karl von Lichnowsky (1819–1901), deutscher Politiker, MdR
- Karl Max Fürst Lichnowsky (1860–1928), deutscher Diplomat
- Mechtilde Lichnowsky (1879–1958), deutsche Schriftstellerin
- Robert Graf Lichnowsky (1822–1879), Domherr zu Olmütz
- Stephan von Lichnowsky (1723/1724–1796), königlich preußischer Generalleutnant
- Margarethe von Lichnowsky (1863–1954), verheiratet mit Graf Karl Lanckoroński

## Stammliste

### 17. Jahrhundert
1. Bernhard Lichnowsky; ⚭ I Eva Zmeskalova z Domanovic; ⚭ II Helena Oderska z Liderova
  1. (I) Georg Lichnowsky ⚭ I Alzbeta Rejzvicovna z Kaderina ⚭ II Eva Svejnochovna z Kolbnic
    1. (I) Salomea Lichnowsky
    2. (I) Kind

  2. (I) Johann Franz Lichnowsky († 1658) ⚭ Dorota Pogarel z Koceborovic
  3. (I) Vaclav Lichnowsky (* 19. März 1597, † Ovsište 14. August 1650); ⚭ Eva Skrbenska z Hriste
    1.       1. Elisabeth Catharina Lichnowsky (* 8. August 1628); ⚭ Karl David Kobylka z Kobyliho
      2. Karl Maximilian von Lichnowsky (* Ovsište 5. Dezember 1635 † Treppeln 18. Oktober 1688); ⚭ I Rosina Polyxena Mosovska z Moravcina, † Borutin 7. März 1684; ⚭ II NN ⚭ III NN
        1. Franz Bernhard (* Dolní Benešov 25. April 1664 † Chuchelná 15. April 1747), 1702 böhmischer Freiherr als Edler Herr von Woschtitz (Ovsište), 1721 böhmischer Graf von Lichnowsky, 1727 Reichsgraf; ⚭ Ewa Helena Freiin Dubravka z Jasene († 1727) – Nachkommen siehe unten
        2. Maximilian Ladislaus († Dezember 1738); ⚭ Charlotte von Schmettau († Eckersdorf 14. Dezember 1736)
        3. Juliana Benigna Lichnowsky ⚭ Johann Hermann Lichnowsky
        4. Marie Theresia Lichnowsky († 23. November 1706); ⚭ Wilhelm Ferdinand Lichnowsky

  4. (II) Adam Lichnowsky ⚭ Alzbeta Lasotova ze Steblova († 1671)

### Die Grafen von Lichnowsky
1. Franz Bernhard (* Dolní Benešov 25. April 1664; † Chuchelná 15. April 1747), 1702 böhmischer Freiherr als Edler Herr von Woschtitz, 1721 böhmischer Graf von Lichnowsky, 1727 Reichsgraf; ⚭ Ewa Helena Freiin Dubravka z Jasene († 1727) – Vorfahren siehe oben
  1. Karl Franz Leopold Bernhard (* Krzyżanowice 1. September 1690; † Odry 22. Dezember 1742) Graf von Lichnowsky ⚭ Maria Anna Barbara Benigna Cajetana von Werdenberg * 8. August 1697 † 12. April 1755, Tochter von Johann Peter, Graf von Werdenberg und Maria Anna Franziska von Hallweyl
    1. Friedrich Carl Johann Amadeus (* 16. Juni 1720; † Opava 19. April 1788) 1773 preußischer Fürst von Lichnowsky; ⚭ Maria Carolina Johanna Nikodema Anna Josepha Philippina Michaela, Gräfin von Althann (* Brno † Wien 30. Oktober 1800), Tochter von Michael Johann Evangelist, Graf von Althann und Maria Josepha, Gräfin Kinsky von Wchinitz und Tettau – Nachkommen siehe unten
    2. Franziska Lichnowsky († Futak 26. August 1787) ⚭ Andreas Hadik von Futak (* 1710 † 1790)
    3. Josefa von Lichnowsky († 13. Mai 1777) ⚭ Anton Gottfried Tworkowsky von Krawarz
    4. Antonia von Lichnowsky († Olmütz 1790) ⚭ Philipp Cajetan Galler (* Graz 25. Mai 1727)

  2. Karl Joseph Leopold (* 1702 † 24. Februar 1739); ⚭ Maria Johanna Barbara, Gräfin von Nostitz-Rokinitz (* 1713 † 1779), Tochter von Johann Karl Martin Christoph, Graf von Nostitz-Rokinitz und Maria Maximiliana von Sinzendorf, heiratete in zweiter Ehe Ferdinand Karl Gobert von Aspremont-Lynden
  3. Benigna Gustava Florentina Theresia († Nasiedle 26. August 1743); ⚭ Anton Josef Hyacint Sedlnitzky († 6. November 1775)
  4. Anna Helena Magdalena ⚭ Johann Josef von Borntin

### Die Fürsten von Lichnowsky
1. Friedrich Carl Johann Amadeus (* 16. Juni 1720, † Opava 19. April 1788) 1773 preußischer Fürst von Lichnowsky; ⚭ Maria Carolina Johanna Nikodema Anna Josepha Philippina Michaela, Gräfin von Althann (* Brno † Wien 30. Oktober 1800), Tochter von Michael Johann Evangelist, Graf von Althann und Maria Josepha, Gräfin Kinsky von Wchinitz und Tettau – Vorfahren siehe oben
  1. Karl Alois Johann Nepomuk Vincenz Leonhard (* Wien 21. Juni 1761 † Wien 15. April 1814) 1773 Prinz und 1788 2. Fürst von Lichnowsky; ⚭ I Wien 25. November 1788 Wilhelmine Christine, Gräfin von Thun und Hohenstein (* Wien 25. Juli 1765 † 11. April 1841), Tochter von František de Paula Jan Josef, Graf von Thun and Hohenstein und Marie Wilhelmine, Gräfin von Ulfeldt; ⚭ II Katharina Leinböck (* Wien 27. Mai 1793 † Wien 23. Juni 1840)
    1. (I) Eduard Johann Maria Baptist (* Wien 19. September 1789 † München 1. Januar 1845) Prinz und 1814 3. Fürst von Lichnowsky; ⚭ 24. Mai 1813 Eleonora, Gräfin Zichy (Wien 24. Mai 1795 † Wien 30. Mai 1873), Tochter von Károly, Graf Zichy de Zich und Vásonykeö und Anna Maria von Khevenhüller-Metsch
      1. Felix Marie Vincenz Andreas (* Hradec nad Moravicí 5. April 1814 † Frankfurt am Main 18. September 1848) Prinz und 1845 4. Fürst von Lichnowsky, 1846 österreichischer Fürst und Graf von Werdenberg
      2. Maria Adelheid Agnes (* 20. April 1815) ⚭ Laszlo Radvanyi († 30. März 1882)
      3. Leocadia Anastasia Constantina (* 2. Mai 1816 † Wien 19. September 1873) ⚭ Adolf Viczay de Vicza, Hedervar et Loos († 22. Januar 1873)
      4. Antonia (* 18. April 1818 † 10. Januar 1870) ⚭ Richard, 5. Fürst von Khevenhüller-Metsch (* Talheim, Niederösterreich 23. Mai 1813 † Ladendorf 29. November 1877)
      5. Karl Faustus Timoleon Maria (* Hradec nad Moravicí 19. Dezember 1819 † Hradec nad Moravicí 18. Oktober 1901) 1848 5. Fürst von Lichnowsky, Graf von Werdenberg; ⚭ Marie, Prinzessin von Croy (* Düsseldorf 2. Februar 1837 † Berlin 1. April 1915) Tochter von Philipp Franz Reinald, Prinz von Croy-Dülmen und Johanna Wilhelmine Augusta, Prinzessin zu Salm-Salm
        1. Karl Max (* Krzyżanowice 8. März 1860 † Chuchelná 27. Februar 1928) Prinz und 1901 6. Fürst von Lichnowsky, 1912–1914 deutscher Botschafter in Großbritannien; ⚭ 22. August 1904 Mechtilde, Gräfin von Arco-Zinneberg (* 8. März 1879 auf Schloss Schönburg; † 4. Juni 1958 in London)
          1. Wilhelm (* Hradec nad Moravicí 1. Juli 1905), Prinz und 1928 7. Fürst von Lichnowsky ⚭ Etelka Plachota (* Bratislava 12. September 1908)
            1. Felix (* Opava 17. Februar 1940), Prinz Lichnowsky ⚭ Erica Rikaczewski (* Cruz Machado, Paraná, Brasilien 3. Juni 1942)
              1. Robert (* Curitiba 3. Februar 1963)
              2. Eduard (* Curitiba 26. September 1964)
              3. Michel (* Rio de Janeiro 16. November 1965), Graf Lichnowsky ⚭ Chikako Hashimoto

            2. Christiane (* Opava 6. Februar 1937)
            3. Luci (* Opava 11. September 1941) ⚭ Theodor von Winterhalder (* Buenos Aires 9. April 1936 † Buenos Aires 12. Mai 2008)

          2. Michael (* Chuchelná 9. Dezember 1907)
          3. Leonore (* Hradec nad Moravicí 28. August 1906)

        2. Marie Karoline (* Hradec nad Moravicí 6. September 1861 † 3. Dezember 1933) ⚭ Wilhelm, Graf von Redern (* Darmstadt 19. Februar 1842 † Berlin 1. Dezember 1909), Sohn von Heinrich Alexander, Graf von Redern und Vittoria, principessa Odescalchi
        3. Margarethe Eleonore Marie Caroline (* Hradec nad Moravicí 24. September 1863 † 8. April 1954) ⚭ Karl, Graf von Brzezie-Lanckoronski (* Wien 4. November 1848 † Wien 15. Juli 1933), Sohn von Casimir, Graf von Brzezie-Lanckoronski und Leonie Potocka

      6. Robert Richard Fortunatus Maria (* Hradec nad Moravici 7. November 1822 † Rom 28. Januar 1879) Domherr in Olmütz, Hausprälat des Papstes
      7. Ottenio Bernhard Julius Eudoxius Maria (* Hradec nad Moravici 7. Mai 1826 † Meran 13. Februar 1887)

  2. Maria Anna Josefa Eleonora (* Wien 14. August 1763)
  3. Maria Antonia Ludovica (* Wien 25. August 1764 † Wien 28. Februar 1767)
  4. Emanuel Franz Kasimir (* Wien 15. Mai 1766 † Wien 8. Oktober 1767)
  5. Wilhelm Franz Adolf Johann Nepomuk (* Wien 18. Juni 1767 † Opava 30. Januar 1837); ⚭ Friederike von Goecking (* Sianów 12. August 1768 † Breslau 3. September 1863)
    1. Wilhelm Karl (* Goldau (Galdowo, Ostpreußen) 7. November 1793 † Venedig 9. Januar 1864), 1840 österreichischer Generalmajor, 1848 Feldmarschallleutnant
    2. Friederike (* 1795 † Opava 21. April 1855)

  6. Maria Henriette Cajetana (* Wien 10. Mai 1769); ⚭ Franz Adrian de Carneville († 1. August 1816)
  7. Maria Ludovika Kajetana Aegidia (* Wien 2. September 1770 † Opava 14. Juni 1825); ⚭ Konstantin August Wilhelm Hallberg (* 1766 † 1824)
  8. Moritz Josef Cajetan Gallus (* Wien 17. Oktober 1771 † Wien 17. März 1837); ⚭ I Maria Anna Caramelli di Castiglione-Faleta (* 1774 † Wien 4. Mai 1817), Tochter von Karl, Graf Caramelli di Castiglione-Faleta und  Maria Anna, Gräfin von Herberstein; ⚭ II Josefa Stummer (* Wien 6. Januar 1790 † Wien 27. April 1849)
    1. Josefa Marie, voreheliche Tochter der Josefa Stummer (* Wien 13. Juni 1814 † Maria Enzersdorf 7. September 1878) ⚭ I Karl Johann von Frank (* Bistritz 11. Juli 1807) ⚭ II NN Woess ⚭ II Franz Timotheus Födran Ritter von Födransberg (* Klagenfurt 23. November 1807 † Graz 2. Juni 1878)